# Żarnówka (rejon wołkowyski)
Żarnówka (biał. Жорнаўка; ros. Жорновка) – wieś na Białorusi, w obwodzie grodzieńskim, w rejonie wołkowyskim, w sielsowiecie Izabelin.
Dawniej dwie wsie i majątek ziemski. W dwudziestoleciu międzywojennym leżała w Polsce, w województwie białostockim, w powiecie wołkowyskim, w gminie Izabelin.